# 손전
손전(孫傳, 1910년 1월 27일 ~ 1999년 9월 8일, 본명: 손병철, 孫秉喆)은 대한민국의 남자 배우, 제작자, 감독이다. 손전, 손일포, 한일호 등의 예명을 사용하였다. 1925년 대구공립농업학교를 졸업했으며, 1930년 니혼 대학 경제학과를 중퇴했다. 총 1천 5백여 편의 영화에 출연하였다.

## 출신학교
- 대구공립농업학교 졸업
- 니혼 대학 중퇴

## 영화 경력

### 수상
- 1987년 한길상
- 1989년 백상예술대상 특별상
- 1993년 대종상 특별 연기상 (《개벽》)
- 1994년 청룡영화상 특별공로상

### 출연작
- 《무지개》
- 《순정해협》
- 《내가 넘은 38선》
- 《몸 전체로 사랑을》
- 《악마의 제자들》
- 《조국의 어머니》
- 《할아버지는 멋쟁이》
- 《골목대장》
- 《겨울 부인》
- 《애정이 꽃피는 계절》
- 《하늘나라에서 온 편지》
- 《야시》
- 《젊은 도시》
- 《나는 고백한다》
- 《마지막 잎새》
- 《내가 마지막 본 흥남》
- 《장마》
- 《깊은 사이》
- 《아픈성숙》
- 《성춘향전》
- 《슬픔은 이제 그만》
- 《휘청거리는 오후》
- 《비정지대》
- 《불의 딸》
- 《이 한몸 돌이 되어》
- 《원산공작》
- 《여대생 가정부》
- 《영원한 제국》
- 《빛은 어디에》
- 《연인들》
- 《종자골》
- 《일송정 푸른 솔은》
- 《티켓》
- 《돌아와요 부산항》
- 《축제》
- 《소리치는 깃발》
- 《빠담풍》
- 《나는 할렐루야 아줌마였다》
- 《오늘밤은 참으세요》
- 《뜨겁고 깊은겨울》
- 《0점하의 자식들》
- 《태백산맥》
- 《한줌의 시간속에서》
- 《만날 때까지》
- 《서울황제》
- 《하늘아래 슬픔이》
- 《비황》
- 《정과 정 사이에》
- 《사의 찬미》
- 《서울 무지개》
- 《개벽》
- 《칠삭동이의 설중매》
- 《크라이막스 원》
- 《밤을 기다리는 해바라기》
- 《돌아온 팔도강산》
- 《야성의 숲》
- 《입춘》

### 연출
- 《내가 넘은 38선》 (1951)
- 《공포의 밤》(1952)
- 《여자의 열쇠》(1963)
- 《쌍무지개 뜨는 언덕》(1965)